# 팥꽃나무
팥꽃나무(Daphne genkwa)는 한국·중국·일본 등지에 분포하는 낙엽관목으로 바닷가 근처에서 자란다.

## 특징
높이 1m 내외이고 가지는 검은 갈색이며 누운털이 있다 잎은 마주달리지만 때로는 어긋나게 달리고 긴 타원형 또는 도피침형으로 뒷면에 털이 있으며, 가장자리가 밋밋하다. 꽃은 3-5월에 피고 전년생 가지 끝에 3-7개가 산형꽃차례로 달리며 연한 자주색이고 지름 10-12mm이다. 꽃받침은 통처럼 생기고 겉에 잔털이 있으며 끝이 4개로 갈라져서 꽃잎같이 된다. 꽃잎은 없고 수술은 4-8개가 꽃받침통에 2줄로 달린다. 열매는 둥글고 투명하며 7월에 익는다.
관상용으로 심는다. 뿌리꽂이와 종자로 번식하고 줄기의 꺾꽂이는 그리 좋지 않으며 반 정도 그늘진 곳에 심는 것이 좋다. 유독식물이며 이뇨·수종·신장염에 사용한다. 한국·일본·중국 등지에 분포한다.
팥꽃나무라는 이름은 꽃의 색깔이 팥과 비슷하고, 개화 시기와 팥을 심는 시기가 일치한 데서 유래했다.

## 같이 보기
- 한약